# Lichnowo
Lichnowo – wieś znajdująca się w centrum Polski położona w województwie wielkopolskim, w powiecie konińskim, w gminie Kramsk.
| SIMC    | Nazwa     | Rodzaj    |
| ------- | --------- | --------- |
| 0288640 | Górka     | część wsi |
| 0288627 | Grabczyna | część wsi |
| 0288633 | Grabowe   | część wsi |
| 0288656 | Kędziorki | część wsi |

Lichnowo wraz z jego częściami zamieszkuje 189 mieszkańców. Lichnowo wraz se swoimi częściami wsi tworzą samodzielne sołectwo Lichnowo. W latach 1975–1998 miejscowość administracyjnie należała do województwa konińskiego.